# Ethan Iverson
Ethan Iverson (Menomonie, 11 febbraio 1973) è un pianista e compositore statunitense.
Noto soprattutto per essere stato membro fondatore del trio jazz d'avanguardia The Bad Plus insieme al contrabbassista Reid Anderson ed al batterista Dave King.

## Biografia
Iverson è nato a Menomonie, Wisconsin. Prima di formare i The Bad Plus, è stato direttore musicale del Mark Morris Dance Group e studente del pianista Fred Hersch e di Sophia Rosoff . Nel corso della sua carriera ha suonato  con artisti come Billy Hart, Kurt Rosenwinkel, Tim Berne, Mark Turner, Ben Street, Lee Konitz, Albert "Tootie" Heath, Paul Motian, Larry Grenadier, Charlie Haden e Ron Carter.
Ha studiato inoltre con il pianista John Bloomfield e dal 2016 insegna al New England Conservatory.
Nel 2017, The Bad Plus ha annunciato che Iverson avrebbe lasciato il trio e che Orrin Evans lo avrebbe sostituito. Nell'autunno del 2019 esce con l'etichetta ECM Common Practice, album in quartetto  registrato con il trombettista Tom Harrell nello storico jazz club di New York, il Village Vanguard.

## Discografia

### Come leader
| Anno | Titolo                          | Etichetta              | Note |
| ---- | ------------------------------- | ---------------------- | --- |
| 1993 | School Work                     | Mons                   | Alcune tracce in trio, con Johannes Weidenmueller (contrabasso) e Falk Willis (batteria); alcune in quartetto, con Dewey Redman (sassofono tenore) |
| 1998 | Construction Zone (Originals)   | Fresh Sound New Talent | Trio, con Reid Anderson (contrabbasso), Jorge Rossy (batteria)                                                                                     |
| 1998 | Deconstruction Zone (Standards) | Fresh Sound New Talent | Trio, con Reid Anderson (contrabbasso), Jorge Rossy (batteria)                                                                                     |
| 1999 | The Minor Passions              | Fresh Sound New Talent | Trio, con Reid Anderson (contrabbasso), Jorge Rossy (batteria)                                                                                     |
| 2000 | Live at Smalls                  | Fresh Sound New Talent | Quartetto, con Bill McHenry (sassofono tenore), Reid Anderson (contrabbasso), Jeff Williams (batteria)                                             |
| 2013 | Costumes Are Mandatory          | HighNote Records       | In quartetto, con Lee Konitz (sassofono contralto), Larry Grenadier (contrabbasso) e Jorge Rossy (batteris)                                        |
| 2016 | The Purity of the Turf          | Criss Cross Jazz       | In trio, con Ron Carter (contrabbasso), Nasheet Waits (batteria)                                                                                   |
| 2017 | Temporary Kings                 | ECM                    | Duo, con Mark Turner (sassofono tenore) |
| 2019 | Common Practice                 | ECM                    | |

#### con i The Bad Plus
- The Bad Plus (2001)
- Authorized Bootleg: New York 12/16/01 (2002)
- These Are the Vistas (2003)
- Give (2004)
- Blunt Object: Live in Tokyo (1999)
- Suspicious Activity? (2005)
- Prog (2007)
- For All I Care (2008 in Europa, 2009 Nord America)
- Never Stop (2010)
- Made Possible (2012)
- The Rite of Spring (2014)
- Inevitable Western (2014)
- The Bad Plus Joshua Redman (2015)
- It's Hard (2016)